# Bosque chiquitano (geobotánica)
En geobotánica, se conoce bajo el nombre de bosque chiquitano a una unidad geobotánica integrante del dominio de los bosques secos estacionales neotropicales (BSEN), la cual podría ser categorizada como otra de sus provincias botánicas. En dicho dominio oficia de puente entre el núcleo Misiones y el del pedemonte andino. Reúne en ella a forestas tropicales y subtropicales caducas y semicaducas, de dominio amazónico en razón de sufrir una definida estación seca. Ocupa una superficie aproximada de 24,7 millones de ha, desplegándose por el centro del subcontinente sudamericano.

## Otras denominaciones
También es llamado bosque subhúmedo de las serranías Chiquitanas, bosque semideciduo chiquitano, bosques edafohigrófilos chiquitanos, bosques semideciduos de la Chiquitanía, bosque seco chiquitano,chiquitania, bosques secos de las tierras bajas de Bolivia, etc.

## Características ambientales
Estas forestas se encuentran mayormente sobre afloramientos rocosos (un tipo de estos es llamado localmente ‘‘lajas’’), cerros bajos y valles planos del Escudo Chiquitano, el cual representa una continuación hacia el poniente del Escudo Brasileño.
Clima
Predomina el clima monzónico, tropical o semitropical continental. La temperatura anual media se encuentre entre los 23 y los 25 °C. Las precipitaciones son escasas a nulas en la temporada seca, la que se extiende en el invierno austral por 3 a 7 meses, cuando las especies arbóreas pierden del 25 al 75 % de su follaje. Los acumulados anuales se encuentran entre los 600 y los 1600 mm.   

## Distribución
Comprende bosques caducos y semicaducos que se sitúan mayormente sobre el entorno y las laderas de las serranías de Chiquitos y Santiago en el departamento de Santa Cruz, Bolivia y en el centro del Brasil, en los estados de: Mato Grosso, Mato Grosso del Sur y Rondonia. 
De igual modo, los bosques secos chiquitanos poseen enclaves aislados rodeados por bosques del distrito fitogeográfico chaqueño occidental (de la  provincia fitogeográfica chaqueña) en el chaco boliviano y también sobre algunos cerros del extremo norte del chaco paraguayo  en el departamento de Alto Paraguay, en donde se hace presente una flora distinta a la chaqueña que los rodea, por ejemplo corresponden a este tipo forestal los bosques estacionales que cubren las laderas de los cerros Cabrera, Chovoreca y León.

## Especies características
Algunos árboles característicos del bosque chiquitano
Entre las especies endémicas y características de la Chiquitanía se encuentran el morado (Machaerium scleroxylon), Machaerium acutifolium, el momoqui (Caesalpinia pluvinosa = Poincianella pluvinosa), la tarara amarilla (Centrolobium microchaete), el roble sudamericano o palo trébol (Amburana cearensis), el tasaá (Acosmium cardenasii), Casearia gossypiosperma, Neea steinbachii, Anadenanthera colubrina, Piptadenia viridiflora, el palo borracho rosa (Ceiba speciosa), el cebil (Anadenanthera colubrina), el urunday (Myracrodruon urundeuva = Astronium urundeuva), el quebracho brasileño (Schinopsis brasiliensis), el lapacho negro (Handroanthus heptaphyllus), Pseudobombax campestre,

## Conservación
En la fitogeografía sudamericana tradicional, este ecosistema ha permanecido oculto bajo la provincia fitogeográfica del cerrado, lo que ha provocado que haya sido particularmente descuidado. Buena parte de los bosques ya han sido reconvertidos a cultivos de soja, pasturas pecuarias, etc.
En el Paraguay su presencia ha sido ignorada, tanto en lo que atañe a los investigadores como en las políticas conservacionistas gubernamentales y privadas. Es por ello que resulta fundamental que la importancia fitogeográfica y biológica de estos bosques sea valorizada logrando de este modo que muestras de sus remanentes sean preservadas antes de que desaparezcan.